# San Rafael Tepatlaxco
San Rafael Tepatlaxco es una localidad del municipio de Chiautempan en el estado de Tlaxcala, en México.

## Toponimia
Tepatlaxco: Del Náhuatl Tepatlach, que significa piedra, y  el morfema final  tlaxco que significa Plano o apastado, lugar de piedras planas o aplastadas.

## Ubicación
Se localiza a 19°18′ de latitud norte y 98°7′ de latitud este, a 2540 m s. n. m. en el volcán La Malinche.

## Población
2213  Habitantes.

## Pueblos Colindantes
San Pedro Xochiteotla, San José Aztatla, Ocotlán Tepatlaxco, San Felipe Cuauhtenco y San Bartolomé Cuahuixmatlac

## Historia
Ala llegada de los teochichimecas o tlaxcaltecas a  Contlan, Culhuatecutlicuanez, desalojó a los olmecas-xicalancas. Entonces un grupo de jóvenes aguerridos teochichimecas se fue a establecer en la parte más alta de la Matlalcuéyetl para custodiar a sus hermanos de raza. Surgiendo así Tepatlaxco. Con siete Casas Señoriales de sus principales tecutlis. 
Durante la época prehispánica vivieron bajo la protección de la diosa Matlalcuéyetl que veneraban en el cerrito del Tlachihualtepec hasta la llegada de los hombres españoles, sustituyendo a esta deidad por la virgen de Guadalupe. 
Hacia 1892 Tepatlaxco era un barrio de Santa Ana Chiautempan que veneraba a la virgen de Guadalupe en una capilla. 
El pueblo no fue afectado por la Revolución Mexicana. Sin embargo, los habitantes cedieron algunas casas que fungieron como cuarteles y alimentaron a los revolucionarios y el pueblo fue visitado por varios militares.
Algunos habitantes se unieron con el ejército revolucionario, pero en general, pocas víctimas resultaron de entre los habitantes que estuvieron en la guerra. No obstante muchas muertes resultaron de la plaga de gripe española, la cual siguió después de la Revolución. Durante el año de 1917 y 1918 unas 80 personas murieron por gripe o de hambre la cual resultó de la pérdida de comida durante la Revolución o de la inhabilidad para combatir las enfermedades. 
A causa de la descomunal hambruna, en 1916 san Rafael Arcángel se convirtió en el patrón del pueblo, remplazando a la virgen de Guadalupe; En honor al arcángel que acompañó a Tobías en su peregrinaje porque los moradores ante la necesidad de satisfacer sus necesidades alimenticias requerían un nuevo protector para los batracios que se reproducían en los jagüeyes y fuera precisamente san Rafael el que los bendijera y se quedara con ellos.
Clima 
En el municipio el clima se considera templado subhúmedo, con régimen de lluvias en los meses de mayo, julio, agosto y septiembre. Los meses más calurosos son marzo, abril y mayo. La dirección de los vientos en general es de norte y sur a oeste y noroeste. Igualmente la temperatura promedio anual mínima registrada es de 7.2 °C y la máxima de 24.3 °C. La precipitación promedio mínima registrada es 6.3 milímetros y la máxima de 165.0 milímetros. 
Principales Ecosistemas 
Flora 
Prácticamente la totalidad del territorio está asentado en la falda del volcán La Malinche, por ello, se encuentran vestigios de bosque de encino (Quercus laeta, Q. obtusata, Q. crassipes), que a menudo se encuentran asociados con el ocote chino (Pinus leiophylla) y pino blanco (Pino pseudostrobus). Gran parte del territorio de este municipio está ocupado por áreas de cultivo y asentamientos humanos, donde la vegetación secundaria está representada por las siguientes especies: sauce (Salix bonplandiana), sauce llorón (Salix babilónica), fresno (Fraxinus uhdei), álamo blanco (Populus alba), tepozán (Buddleia cordata), capulín (Prunus serotina), tejocote (Crataegus pubescens), zapote blanco (Casimiroa edulis), cedro blanco (Cupressus benthamii) y el pirul (Schinus molle). En la flora urbana y suburbana abundan especies introducidas como el trueno, la casuarina, el álamo y el eucalipto. En la ribera del río de Los Negros se encuentra la vegetación de galería, la cual está constituida por aile (Alnus acuminata), fresno (Fraxinus uhdei) y sauce (Salix bonplandiana). 
Fauna 
No obstante el crecimiento y expansión acelerada de la mancha urbana, en el territorio del municipio, todavía es común encontrar algún tipo de fauna silvestre como por ejemplo: conejo (Silvilagus floridanus) y liebre (Lepus californicus), aves y reptiles como la codorniz, (Cyrtonix montezumae), picapinos, víbora de cascabel (Crotalus sp.) y escorpión.